# 库勒蒙
库勒蒙（法語：Coullemont，法語發音：[kulmɔ̃]）是法国上法蘭西大區加来海峡省的一个市镇，属于阿拉斯区。

## 地理
库勒蒙（50°12'56"N, 2°28'27"E）面积4.04 平方千米，位于法国上法蘭西大區加来海峡省，该省份为法国北部沿海省份，西北濒北海，南至索姆省，东临北部省。
与库勒蒙接壤的市镇（或旧市镇、城区）包括：松布兰、索尔蒂、瓦尔吕泽勒、安贝尔库尔、库蒂雷勒。
库勒蒙的时区为UTC+01:00、UTC+02:00（夏令时）。

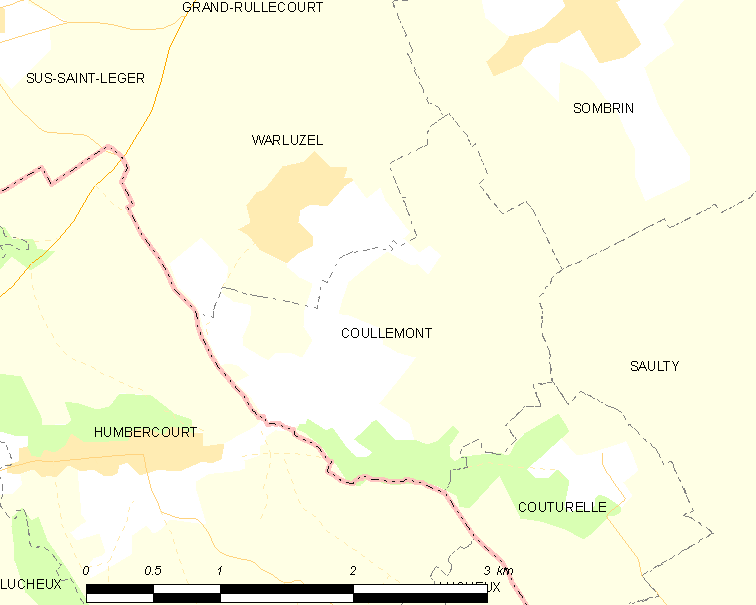
库勒蒙的OSM定位图

## 行政
库勒蒙的邮政编码为62158，INSEE市镇编码为62243。

## 政治
库勒蒙所属的省级选区为阿韦讷勒孔特县。

## 人口

1962-2008年间库勒蒙人口变化图示

库勒蒙于2022年1月1日时的人口数量为116人。